# Haematopota brucei
Haematopota brucei är en tvåvingeart som beskrevs av Austen 1908. Haematopota brucei ingår i släktet Haematopota och familjen bromsar. Inga underarter finns listade i Catalogue of Life.